# El Hadhira
 (février 2014).
Si vous disposez d'ouvrages ou d'articles de référence ou si vous connaissez des sites web de qualité traitant du thème abordé ici, merci de compléter l'article en donnant les références utiles à sa vérifiabilité et en les liant à la section « Notes et références ».
El Hadhira (arabe : الحاضرة), signifiant La Capitale, est le premier journal tunisien non officiel paru après l'instauration du protectorat français.
Fondé par Ali Bouchoucha, son premier numéro paraît le 2 août 1888 et le titre continue de paraître jusqu'en 1911. C'est un hebdomadaire politique et littéraire en langue arabe regroupant parmi ses rédacteurs plusieurs réformateurs, à l'instar de Béchir Sfar, Salem Bouhageb, Mohamed Snoussi et Mohamed Karoui.
Parmi les demandes exprimées par le journal figure la nécessité pour la communauté française de respecter les préceptes de l'islam, de dynamiser l'industrie tunisienne, de renforcer les sciences et la liberté, de maintenir les Tunisiens sur leurs terres et de créer des mutuelles agricoles.